# ساروخان، گغارکونیک
ساروخان (به ارمنی: Սարուխան) یک شهر در ارمنستان است که در استان گغارکونیک واقع شده‌است. ساروخان در کیلومتری شمال گاوار، مرکز استان گغارکونیک واقع شده‌است. به یاد hy:Հովհաննես Սարուխանյան (հեղափոխական) تغییر نام یافت

## خصوصیات
ساروخان ۸٬۴۱۷ نفر جمعیت دارد و در ارتفاع متر بالاتر از سطح دریا قرار گرفته‌است.
| سال   | ۱۸۳۱ | ۱۸۹۷ | ۱۹۱۴ | ۱۹۲۶ | ۱۹۳۹ | ۱۹۵۹ | ۱۹۷۹ | ۲۰۰۱ | ۲۰۰۴ |
| جمعیت |      |      |      |      |      |      |      |      |      |

## نگادخانه

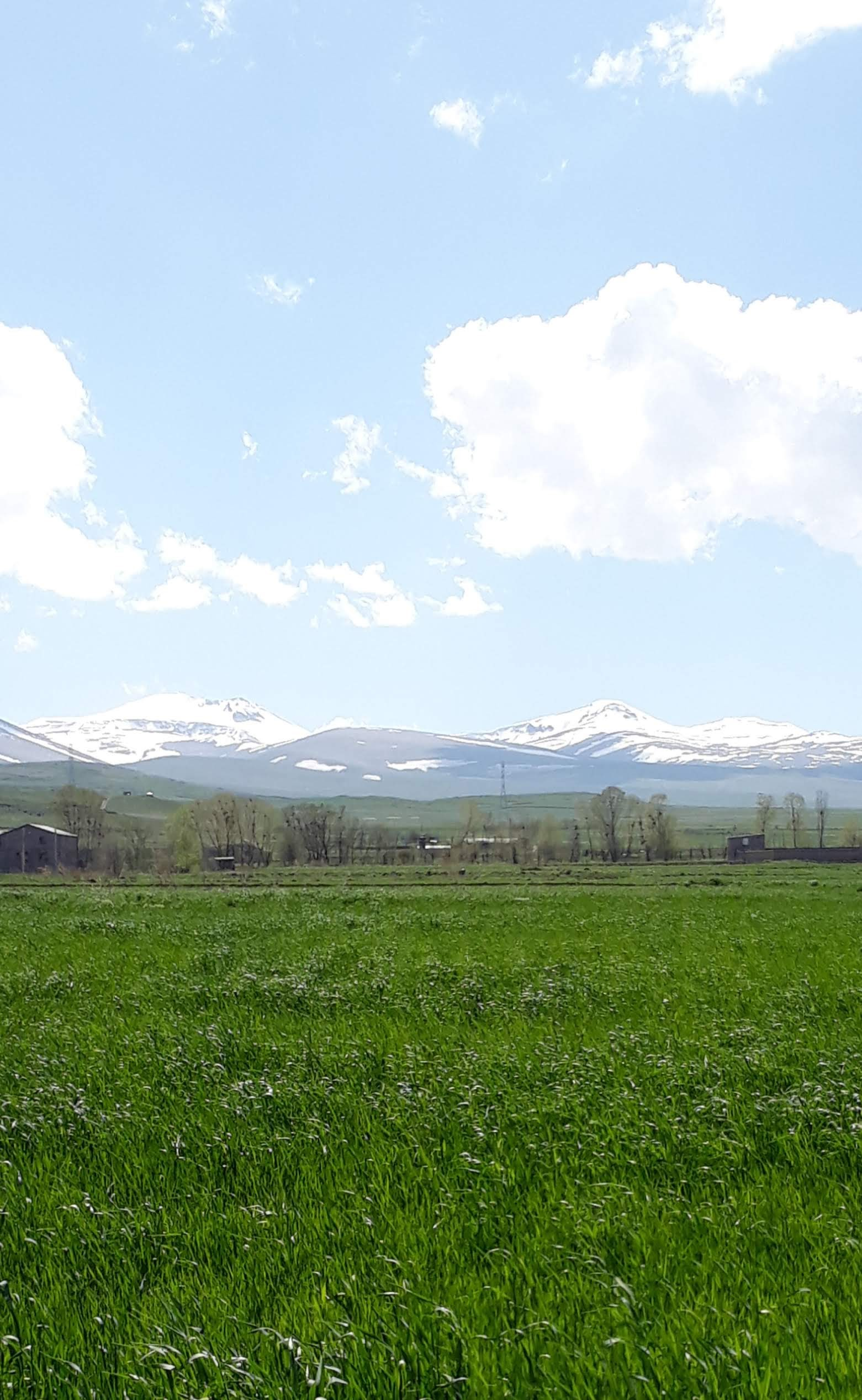
نمایی از ساروخان